# Neozvenella ablata
Neozvenella ablata är en insektsart som beskrevs av Andrej Vasiljevitj Gorochov 2004. Neozvenella ablata ingår i släktet Neozvenella och familjen syrsor. Inga underarter finns listade i Catalogue of Life.